# Javier Abril Espinoza
Javier Abril Espinoza (1967, Honduras) es un escritor y dramaturgo hondureño radicado en Suiza. Escribe para el diario El Heraldo y colabora para varias revistas literarias de Amé.
Ganó el Premio Pablo Neruda (1996) por su libro de poesía De aquí en adelante..., y Premio Internacional de Cuentos Mari Paz Ovidi, convocado por la Editorial Terra Austral, de Australia (2005). Un ángel atrapado en el huracán (Editorial Topicornio), es su libro más conocido en idioma español, siendo un libro de cuentos que trata el tema de los desastres naturales causados por los huracanes en Centroamérica y El Caribe, y retrata, a través de sus personajes y situaciones, las desfavorables condiciones humanas en que vive la gente de esa región, con o sin tales tragedias naturales, y el consiguiente abandono de los gobiernos centroamericanos.
En Suiza, Abril Espinoza cultiva, además de los géneros de la novela y el cuento, el guion cinematográfico y la dramaturgia. Diferentes trabajos literarios y ensayos suyos han sido traducidos a algunos de los idiomas oficiales de la Unión Europea. Es miembro de la Sociedad Suiza de Estudios Hispánicos (SSEH).

## Libros publicados
- Un Ángel atrapado en el Huracán[1]
- Der Mann des weißen Regenschirmes , (en idioma alemán, novela)
- Cuentos para Niños y Niñas, (Colección Cuentos Infantiles-Unicef )
- El Doblez de los espejos, (Poesía)
- ¿Qué hacemos con el muerto?, (Teatro)Javier Abril Espinoza (1967, Honduras) es un escritor y dramaturgo hondureño radicado en Suiza. Escribe para el diario El Heraldo y colabora para varias revistas literarias de Amé.

Ganó el Premio Pablo Neruda (1996) por su libro de poesía De aquí en adelante..., y Premio Internacional de Cuentos Mari Paz Ovidi, convocado por la Editorial Terra Austral, de Australia (2005). Un ángel atrapado en el huracán (Editorial Topicornio), es su libro más conocido en idioma español, siendo un libro de cuentos que trata el tema de los desastres naturales causados por los huracanes en Centroamérica y El Caribe, y retrata, a través de sus personajes y situaciones, las desfavorables condiciones humanas en que vive la gente de esa región, con o sin tales tragedias naturales, y el consiguiente abandono de los gobiernos centroamericanos.
En Suiza, Abril Espinoza cultiva, además de los géneros de la novela y el cuento, el guion cinematográfico y la dramaturgia. Diferentes trabajos literarios y ensayos suyos han sido traducidos a algunos de los idiomas oficiales de la Unión Europea. Es miembro de la Sociedad Suiza de Estudios Hispánicos (SSEH).Libros publicados
Un Ángel atrapado en el Huracán[1]
Der Mann des weißen Regenschirmes , (en idioma alemán, novela)
Cuentos para Niños y Niñas, (Colección Cuentos Infantiles-Unicef )
El Doblez de los espejos, (Poesía)
¿Qué hacemos con el muerto?, (Teatro)